# Admiralty List of Lights and Fog Signals
Die Admiralty List of Lights and Fog Signals (deutsch Admiralitätsliste der Licht- und Nebelsignale) ist eine Reihe von Handbüchern mit Informationen über aktive Leuchttürme, Feuerschiffe und beleuchtete Baken. Tonnen sind nur gelistet, wenn sie eine besondere Bedeutung oder Größe haben. Nicht mehr aktive Feuer werden aus der Liste gelöscht, auch wenn die meist historischen Türme noch weiterhin stehen bleiben. Die Handbuchreihe enthält auch Daten zu Nebelsignalen und wird vom United Kingdom Hydrographic Office (UKHO) veröffentlicht.
Die Bücher listen jedes Signallicht mit nautischer Bedeutung auf:
- Internationale Registriernummern
- Lage oder Name
- Geografische Koordinaten
- Eigenschaften der Lichter und Nebelsignale wie Höhe, Reichweite und eine Beschreibung der Bauwerksmerkmale.

Seit 2013 ist auch eine digitale Version der Admiralty List of Lights and Fog Signals online verfügbar.